# Czesław Centkiewicz

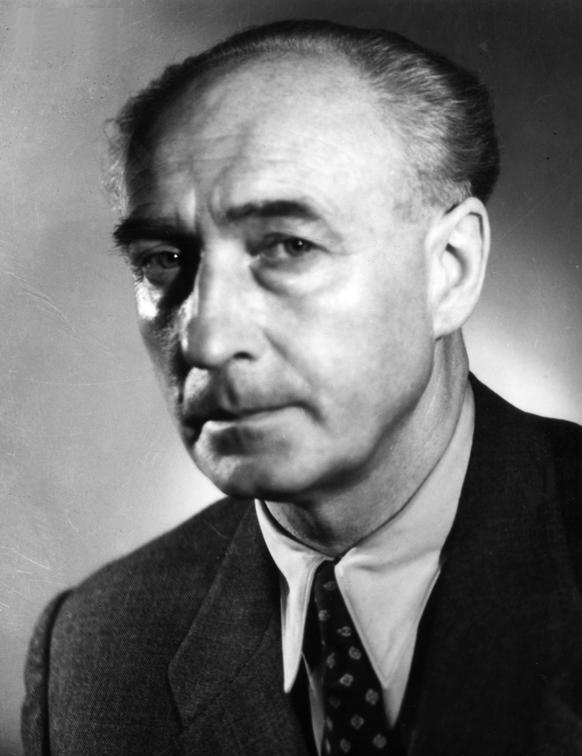
Czesław Centkiewicz

Czesław Jacek Centkiewicz (* 18. Oktober 1904 in Warschau; † 10. Juli 1996 ebenda) war ein polnischer Autor, Ingenieur und Abenteurer.

## Leben
Er war der Sohn von Stanisław Centkiewicz und Stanisława, geborene Bresteczer. Er nahm freiwillig am Polnisch-Sowjetischen Krieg teil. 1924 machte er seinen Schulabschluss am Sankt-Kazimierz-Gymnasium und begann ein Studium an der Universität von Lüttich. Bis zum Zweiten Weltkrieg arbeitete er am Staatlichen Meteorologie-Institut in Warschau. Dort bereitete er die erste polnische Expedition zur Bäreninsel im Jahr 1932 vor. Kurz danach veröffentlichte er seine ersten Werke, darunter einen Bericht über die Rettung der Besatzung der Cheliuskin.
Während des Zweiten Weltkriegs blieb er in Warschau und nach dem Warschauer Aufstand 1944 wurde er verhaftet und in das KZ Neuengamme deportiert. Nach dem Krieg wurde er Direktor eines Kraftwerkes in Niederschlesien und am Staatlichen Meteorologie-Institut. 1950 kehrte er nach Warschau zurück, um die Erkundung der Polarregion voranzutreiben. Er starb am 10. Juli 1996 und wurde auf dem Wólka-Węglowa-Friedhof in Warschau begraben. Nach ihm sind seit 1985 die Centkiewicz Hills in der Antarktis benannt.
Viele seiner Bücher hatten jüngere Leser als Zielgruppe und er erhielt 1970 dafür den Orden des Lächelns. Einige seiner Bücher verfasste er mit seiner Frau Alina Centkiewicz.

## Werke
- Der grausame Pol. Verlag Neues Leben, Berlin 1974
- Der geheimnisvolle Kontinent. Kinderbuchverlag, Berlin 1965
- Sie bezwangen die Arktis. Brockhaus, Leipzig 1960
- Die Insel der Nebel und Stürme. Brockhaus, Leipzig 1956
- Im Packeis des Eisfjords. Brockhaus, Leipzig 1955
- Eroberer des Nordpols. Verlag Neues Leben, Berlin 1953
- Der weisse Seehund Brockhaus, Leipzig 1953

| Personendaten    | Personendaten                                   |
| ---------------- | ----------------------------------------------- |
| NAME             | Centkiewicz, Czesław                            |
| ALTERNATIVNAMEN  | Centkiewicz, Czesław Jacek (vollständiger Name) |
| KURZBESCHREIBUNG | polnischer Autor und Abenteurer                 |
| GEBURTSDATUM     | 18. Oktober 1904                                |
| GEBURTSORT       | Warschau                                        |
| STERBEDATUM      | 10. Juli 1996                                   |
| STERBEORT        | Warschau                                        |